# Горно
Го̀рно (на италиански: Gorno; на ломбардски: Goren, Горен) е село и община в Северна Италия, провинция Бергамо, регион Ломбардия. Разположено е на 710 m надморска височина. Населението на общината е 1594 души (към 2017 г.).